# Ambrogio di Baldese

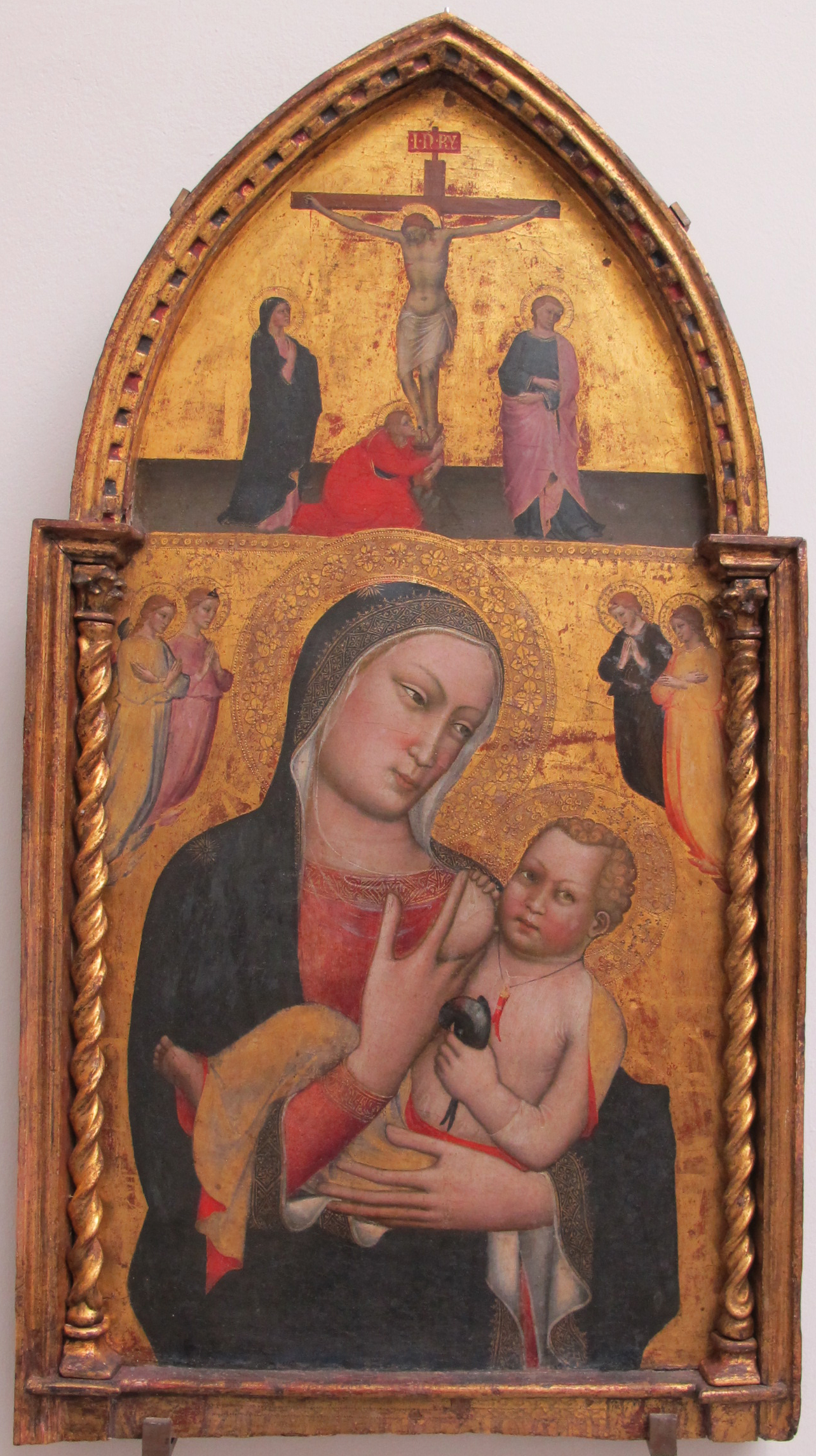
Madonna del Latte, Empoli

Ambrogio di Baldese (Firenze, 1352 – Firenze, 30 ottobre 1429) è stato un pittore italiano fiorentino di epoca tardo gotica.

## Biografia
Nato nel 1352 a Firenze, di questo pittore abbiamo poche notizie certe. Si iscrisse all'Arte dei Medici e Speziali (che immatricolava anche i pittori) nel 1372 e di lui sono documentate numerose opere perdute, spesso in collaborazione con Niccolò di Pietro Gerini.
Alcune sue opere si possono ammirare alla Loggia del Bigallo a Firenze, a Palazzo Datini a Prato. Una Madonna del Latte si trova nel Museo della Collegiata a Empoli, mentre la pinacoteca Vaticana conserva una Madonna col Bambino tra i santi Caterina, Giovanni Battista, una martire, Pietro e angeli (1380-1385 circa).
Il suo stile, oltre che al Gerini e ai fratelli Orcagna, mostra influenze senesi, filtrate probabilmente da Mariotto di Nardo.
A lui erano attribuiti gli affreschi del palazzo dell'Arte dei Giudici e Notai a Firenze, poi riferiti dalla critica a Jacopo di Cione